# Fiona
Fiona ist ein weiblicher Vorname.

## Herkunft
Der Name Fiona entstammt den Ossian-Dichtungen des schottischen Autors James Macpherson. Populär wurde er durch das Pseudonym Fiona Macleod. Andere Vornamen, die durch die Ossian-Dichtungen populär gemacht wurden, sind Selma (eigentlich der Name einer Burg) und Oskar.
Fiona wird vom gälischen fionn („weiß, hell, blond“) hergeleitet.

## Varianten
Fionnula, Fionnghuala (irisch)

## Namensträgerinnen
- Fiona Apple (* 1977), US-amerikanische Musikerin
- Fiona Bayne (* 1966), schottische Curlerin
- Fiona Bennett (* 1966), britische Modistin
- Fiona Bourke (* 1988), neuseeländische Ruderin
- Fiona Coors (* 1972), deutsche Schauspielerin
- Fiona Daniel (* 1987), Schweizer Sängerin und Songwriterin
- Fiona Docherty (* 1975), neuseeländische Duathletin und Triathletin
- Fiona Dolman (* 1970), britische Schauspielerin
- Fiona Dourif (* 1981), US-amerikanische Schauspielerin
- Fionna Duncan (1939–2022), schottische Jazzsängerin
- Fiona Elliott (* 1963), englische Badmintonspielerin
- Fiona Erdmann (* 1988), deutsches Model
- Fiona Ferro (* 1997), französische Tennisspielerin
- Fiona Flanagan (* 1961), US-amerikanische Sängerin und Schauspielerin
- Fiona Fullerton (* 1956), britische Schauspielerin
- Fiona Fung (* 1983), chinesische Sängerin
- Fiona Geaves (* 1967), englische Squashspielerin
- Fiona Gubelmann (* 1980), US-amerikanische Schauspielerin
- Fiona Hall (Künstlerin) (* 1953), australische Künstlerin
- Fiona Hall (Politikerin) (* 1955), britische Politikerin
- Fiona Hauser (* 1997), österreichische Schauspielerin
- Fiona Hefti (* 1980), Miss Schweiz aus dem Jahr 2004
- Fiona Hill (* 1965), US-amerikanische Sicherheitsexpertin
- Fiona Hodgson, Baroness Hodgson of Abinger (* 1954), britische Unternehmerin, Menschenrechtlerin und Politikerin
- Fiona-Elizabeth Hughes (* 1990), britische Skilangläuferin
- Fiona Hutchison (* 1960), britisch-US-amerikanische Schauspielerin
- Fiona Hyslop (* 1964), schottische Politikerin
- Fiona Kelly (* 1959), britische Schriftstellerin
- Fiona Leggate (* 1980), britische Rennfahrerin
- Fiona Lorenz (1962–2014), deutsch-britische Sozialwissenschaftlerin
- Fiona MacDonald (* 1974), schottische Curlerin
- Fiona May (* 1969), italienische Weitspringerin
- Fiona McKee (* 1985), kanadische Badmintonspielerin
- Fiona McLeod (* 1957), schottische Politikerin
- Fiona O’Donnell (* 1960), schottische Politikerin
- Fiona O’Malley (* 1968), irische Politikerin
- Fiona O’Shaughnessy, irische Schauspielerin
- Fiona O’Sullivan (* 1986), irische Fußballspielerin
- Fiona Patton (* 1962), kanadische Autorin
- Fiona Pitt-Kethley (* 1954), britische Dichterin, Journalistin, Reise- und Erotik-Schriftstellerin
- Fiona Raby (* 1963), britische Künstlerin
- Fiona Rolfs (* 1990), deutsche Fußballspielerin
- Fiona Shackleton, Baroness Shackleton of Belgravia (* 1956), britische Rechtsanwältin
- Fiona Shaw (* 1958), irische Schauspielerin
- Fiona Sieber (* 2000), deutsche Schachspielerin
- Fiona Sneddon (* 1981), schottische Badmintonspielerin
- Fiona Swarovski (* 1965), Erbin des Swarovski-Konzerns
- Fiona Tan (* 1966), indonesische Fotografin, Filmemacherin und Videokünstlerin chinesisch-australischer Herkunft

## Tiere
- Fiona (Flusspferd) (* 2017), Flusspferd im Cincinnati Zoo and Botanical Garden